# Исламский фронт
«Исла́мский фронт» (аббр. ИФ, араб. الجبهة الإسلامية‎, аль-Джабхат аль-Исламийя) — суннитская повстанческая исламистская организация, действующая на территории Сирии. Была образована в ноябре 2013 года в ходе вооружённого конфликта в стране. В её состав вошли несколько влиятельных радикальных исламистских группировок, действующих на севере Сирии. Объединённое формирование стало самым крупным в данном регионе страны. Амиром (лидером) группировки стал Ахмед Абу Иса.
По оценкам экспертов, общее число боевиков группировки достигала 45 000 на 2013 год. Организация воевала как с сирийскими правительственными силами, так и с другими повстанческими группировками. Представители исламистов отказались сотрудничать с национальной коалицией сирийской оппозиции (НКСРОС) и участвовать в мирной конференции «Женева-2». Также, они захватили ряд складов и объектов, подконтрольных «Свободной сирийской армии» (ССА).

## Состав

### Руководство
Лидером группировки был назначен Ахмед Абу Иса, — глава группировки «Соколы Леванта», а его заместителем стал Абу Омар Хурейтан из «Бригады Таухид». За военную стратегию организации отвечал Захран Аллуш из группировки «Армия Ислама». Пресс-секретарь группировки был Абу Фирас из «Бригады Таухид».

### Структура
Ниже приведён список исламистских группировок, входивших в «Исламский фронт» по состоянию на 23 ноября 2013 года:
|                   |                   |                   |                   |                   |                   |  |  | «Ахрар аш-Шам» (ранее входила в СИФ)                                               |                                                 |                                                 |                                                 |                                                 |                                                 |  |  |                                      |                                      |                                      |                                      |                                      |                                      |  |  |                             |                             |                             |                             |                             |                             |
|                   |                   |                   |                   |                   |                   |  |  |                                                                                    |                                                 |                                                 |                                                 |                                                 |                                                 |  |  |                                      |                                      |                                      |                                      |                                      |                                      |  |  |                             |                             |                             |                             |                             |                             |
|                   |                   |                   |                   |                   |                   |  |  |                                                                                    |                                                 |                                                 |                                                 |                                                 |                                                 |  |  |                                      |                                      |                                      |                                      |                                      |                                      |  |  |                             |                             |                             |                             |                             |                             |
|                   |                   |                   |                   |                   |                   |  |  | «Ансар аш-Шам» (ранее входила в СИФ)                                               | «Ансар аш-Шам» (ранее входила в СИФ)            | «Ансар аш-Шам» (ранее входила в СИФ)            | «Ансар аш-Шам» (ранее входила в СИФ)            | «Ансар аш-Шам» (ранее входила в СИФ)            | «Ансар аш-Шам» (ранее входила в СИФ)            |  |  | «Сирийский исламский фронт»          | «Сирийский исламский фронт»          | «Сирийский исламский фронт»          | «Сирийский исламский фронт»          | «Сирийский исламский фронт»          | «Сирийский исламский фронт»          |  |  |                             |                             |                             |                             |                             |                             |
|                   |                   |                   |                   |                   |                   |  |  | «Ансар аш-Шам» (ранее входила в СИФ)                                               | «Ансар аш-Шам» (ранее входила в СИФ)            | «Ансар аш-Шам» (ранее входила в СИФ)            | «Ансар аш-Шам» (ранее входила в СИФ)            | «Ансар аш-Шам» (ранее входила в СИФ)            | «Ансар аш-Шам» (ранее входила в СИФ)            |  |  | «Сирийский исламский фронт»          | «Сирийский исламский фронт»          | «Сирийский исламский фронт»          | «Сирийский исламский фронт»          | «Сирийский исламский фронт»          | «Сирийский исламский фронт»          |  |  |                             |                             |                             |                             |                             |                             |
|                   |                   |                   |                   |                   |                   |  |  |                                                                                    |                                                 |                                                 |                                                 |                                                 |                                                 |  |  |                                      |                                      |                                      |                                      |                                      |                                      |  |  |                             |                             |                             |                             |                             |                             |
|                   |                   |                   |                   |                   |                   |  |  | «Лива аль-Хак» — Хомс (ранее входила в СИФ)                                        |                                                 |                                                 |                                                 |                                                 |                                                 |  |  |                                      |                                      |                                      |                                      |                                      |                                      |  |  |                             |                             |                             |                             |                             |                             |
|                   |                   |                   |                   |                   |                   |  |  |                                                                                    |                                                 |                                                 |                                                 |                                                 |                                                 |  |  |                                      |                                      |                                      |                                      |                                      |                                      |  |  |                             |                             |                             |                             |                             |                             |
|                   |                   |                   |                   |                   |                   |  |  |                                                                                    |                                                 |                                                 |                                                 |                                                 |                                                 |  |  |                                      |                                      |                                      |                                      |                                      |                                      |  |  |                             |                             |                             |                             |                             |                             |
| «Исламский фронт» | «Исламский фронт» | «Исламский фронт» | «Исламский фронт» | «Исламский фронт» | «Исламский фронт» |  |  | «Курдский исламский фронт»                                                         | «Курдский исламский фронт»                      | «Курдский исламский фронт»                      | «Курдский исламский фронт»                      | «Курдский исламский фронт»                      | «Курдский исламский фронт»                      |  |  |                                      |                                      |                                      |                                      |                                      |                                      |  |  |                             |                             |                             |                             |                             |                             |
| «Исламский фронт» | «Исламский фронт» | «Исламский фронт» | «Исламский фронт» | «Исламский фронт» | «Исламский фронт» |  |  | «Курдский исламский фронт»                                                         | «Курдский исламский фронт»                      | «Курдский исламский фронт»                      | «Курдский исламский фронт»                      | «Курдский исламский фронт»                      | «Курдский исламский фронт»                      |  |  |                                      |                                      |                                      |                                      |                                      |                                      |  |  |                             |                             |                             |                             |                             |                             |
|                   |                   |                   |                   |                   |                   |  |  |                                                                                    |                                                 |                                                 |                                                 |                                                 |                                                 |  |  |                                      |                                      |                                      |                                      |                                      |                                      |  |  |                             |                             |                             |                             |                             |                             |
|                   |                   |                   |                   |                   |                   |  |  | «Армия ислама» — Дамаск (ранее входила в СИФ)                                      |                                                 |                                                 |                                                 |                                                 |                                                 |  |  |                                      |                                      |                                      |                                      |                                      |                                      |  |  |                             |                             |                             |                             |                             |                             |
|                   |                   |                   |                   |                   |                   |  |  |                                                                                    |                                                 |                                                 |                                                 |                                                 |                                                 |  |  |                                      |                                      |                                      |                                      |                                      |                                      |  |  |                             |                             |                             |                             |                             |                             |
|                   |                   |                   |                   |                   |                   |  |  |                                                                                    |                                                 |                                                 |                                                 |                                                 |                                                 |  |  |                                      |                                      |                                      |                                      |                                      |                                      |  |  |                             |                             |                             |                             |                             |                             |
|                   |                   |                   |                   |                   |                   |  |  | «Соколы Леванта» — Идлиб (ранее входила в ИФОС)                                    | «Соколы Леванта» — Идлиб (ранее входила в ИФОС) | «Соколы Леванта» — Идлиб (ранее входила в ИФОС) | «Соколы Леванта» — Идлиб (ранее входила в ИФОС) | «Соколы Леванта» — Идлиб (ранее входила в ИФОС) | «Соколы Леванта» — Идлиб (ранее входила в ИФОС) |  |  | «Исламский фронт освобождения Сирии» | «Исламский фронт освобождения Сирии» | «Исламский фронт освобождения Сирии» | «Исламский фронт освобождения Сирии» | «Исламский фронт освобождения Сирии» | «Исламский фронт освобождения Сирии» |  |  | «Свободная сирийская армия» | «Свободная сирийская армия» | «Свободная сирийская армия» | «Свободная сирийская армия» | «Свободная сирийская армия» | «Свободная сирийская армия» |
|                   |                   |                   |                   |                   |                   |  |  |                                                                                    | «Соколы Леванта» — Идлиб (ранее входила в ИФОС) | «Соколы Леванта» — Идлиб (ранее входила в ИФОС) | «Соколы Леванта» — Идлиб (ранее входила в ИФОС) | «Соколы Леванта» — Идлиб (ранее входила в ИФОС) | «Соколы Леванта» — Идлиб (ранее входила в ИФОС) |  |  | «Исламский фронт освобождения Сирии» | «Исламский фронт освобождения Сирии» | «Исламский фронт освобождения Сирии» | «Исламский фронт освобождения Сирии» | «Исламский фронт освобождения Сирии» | «Исламский фронт освобождения Сирии» |  |  | «Свободная сирийская армия» | «Свободная сирийская армия» | «Свободная сирийская армия» | «Свободная сирийская армия» | «Свободная сирийская армия» | «Свободная сирийская армия» |
|                   |                   |                   |                   |                   |                   |  |  |                                                                                    |                                                 |                                                 |                                                 |                                                 |                                                 |  |  |                                      |                                      |                                      |                                      |                                      |                                      |  |  |                             |                             |                             |                             |                             |                             |
|                   |                   |                   |                   |                   |                   |  |  | «Бригада Таухид» — крупнейшее объединение боевиков в Алеппо (ранее входила в ИФОС) |                                                 |                                                 |                                                 |                                                 |                                                 |  |  |                                      |                                      |                                      |                                      |                                      |                                      |  |  |                             |                             |                             |                             |                             |                             |
|                   |                   |                   |                   |                   |                   |  |  |                                                                                    |                                                 |                                                 |                                                 |                                                 |                                                 |  |  |                                      |                                      |                                      |                                      |                                      |                                      |  |  |                             |                             |                             |                             |                             |                             |

## Цели
Доктрина группировки была опубликована в ноябре 2013 года. Она в значительной степени совпадала с целями «Фронта ан-Нусра», отделении «Аль-Каиды» в Сирии. Обе организации романтизировали эпоху Арабского халифата, критиковали Правительство Сирии Асада, отвергали демократию, стремились построить исламистский эмират на основе законов шариата, а также, отказывались подчиняться ИГИЛ. Особенно сильную ненависть боевики Исламского фронта испытывали к шиитам, которых в одной из публичных тирад Захран Аллуш назвал огнепоклонниками и пообещал избавить регион Леванта от них.

## История
22 ноября 2013 года Захран Аллуш и Хасан Абуд заявили о слиянии подчиняющихся им группировок в единую структуру а также призвали других повстанцев присоединиться к ней. Новая организация получила название «Исламский фронт», а первоначально в её состав вошли шесть крупных исламистских группировок, в том числе: «Лива ат-Таухид», «Ахрам аш-Шам», «Ансар аш-Шам», «Армия ислама», «Лива аль-Хак» и «Сукур аш-Шам». Таким образом в нём впервые объединились представители «Исламского фронта освобождения Сирии» и «Сирийского исламского фронта». При этом в состав фронта не вошли связанные с «Аль-Каидой» группировки «Фронт ан-Нусра» и «Исламское государство Ирака и Леванта» (ИГИЛ), соперничающие с этими исламистскими организациями.
По предварительной договорённости, боевики объединились на три месяца. Как действовать далее, они намерены решить по истечении этого срока. Объединение исламистов в северной Сирии произошло спустя несколько дней после гибели Абдула-Кадира Салеха, возглавлявшего «Бригаду Таухид». Командир погиб от ран, полученных в ходе бомбардировки. К объединению сирийских исламистов подтолкнули недавние успехи правительственных сил в районе Алеппо, где боевики за последние недели потеряли сразу несколько важных объектов.

### Столкновения с ССА и ан-Нусрой
Боевики группировки захватили штаб-квартиру и склады Высшего военного совета «Свободной сирийской армии» (ССА), расположенные в районе Баб эль-Хава, на границе с Турцией. Им удалось захватить противотанковые ракеты и несколько десятков зенитных комплексов, которые в ходе сирийского конфликта используются сухопутными подразделениями против наземных целей. После случившегося США, а затем и Великобритания объявили о приостановке помощи сирийской оппозиции.
Незадолго до этого несколько бригад, входивших в состав ССА, объявили о выходе из её подчинения и присоединении к «Исламскому фронту». Таким образом, по крайней мере часть входящих в группировку боевиков до самого последнего времени официально не рассматривались странами Запада в качестве экстремистов и имели право на получение помощи.
Начиная с 2014 года, конфликт с ИГИЛ вынудил ИФ и ССА заключить союз, который не помешал ИФ поддержать фронт ан-Нусра в одном из сражений с ССА. После общего перемирия в феврале 2016 года, напряжение между ИФ и другими группировками ещё больше возросло. В январе 2016 года в Сирийских городах Харем и Салкуин прошли столкновения между ИФ и ан-Нусрой, завершившиеся уходом ан-Нусры из этих городов. В марте 2016 года боевики Фронт ан-Нусра попытались провести похоронную церемонию по убитому командиру ИГ в городе Сармин. Попытка ИФ прервать эту церемонию завершилась перестрелкой. В апреле 2016 года, в восточной Гуте развернулись бои между ИФ с одной стороны, ССА и фронтом ан-Нусра с другой. Потери составили более 500 человек убитыми с обеих сторон.

### Распад
Начиная с конца 2014 года ИФ в кризисе. Крупнейшие входящие в её состав группировки так и не объединились, а мелкие были в основном поглощены Ахрар аш-Шам. Многие её руководители погибли, а внутри самой группировки имели место столкновения. Весной 2015 года Ахрар аш-Шам вошла в состав армии завоевания, оставаясь членом ИФ лишь номинально. Вместе с тем, в августе 2015 года, ИФ ещё был активен. В апреле 2016 года во время столкновений между Джейш аль-Ислам и другими группировками, Ахрар аш-Шам объявила нейтралитет, вместо того, чтобы поддержать союзника. По состоянию на осень 2016 года группировки входившие ранее в ИФ кооперируются только для противостоянии ИГ. 15 декабря последняя из независимых группировок входивших в ИФ объявила о присоединении к Джейш аль-Ислам.

## Преступления
Группировка «Армия Ислама» под командованием Захрана Аллуша участвовала вместе с террористами организации «Фронт ан-Нусра» в резне, устроенной боевиками в рабочем посёлке Адра, что близ Дамаска. Нападение боевиков на город и последовавшая за ним бойня оказались чудовищно жестокими даже по меркам кровопролитной сирийской войны. В ноябре 2015 года, «Армия ислама» использовала сотни людей в качестве живого щита от авиаударов ВВС Сирии. По сообщению сирийской обсерватории по правам человека, это были жители подконтрольных правительственным войскам частей восточной Гуты.

## Международные отношения

### Отношения с США
Когда начались попытки урегулирования сирийского конфликта мирным путём, CША взяли на себя ответственность за проведение подготовительной работы с сирийской оппозицией, чтобы те в свою очередь приняли участие конференцию в Женеве и выступали на ней «одним голосом». Однако боевики Исламского фронта не согласились на участие в мирных переговорах на «Женеве-2».
Поскольку группировка прямо не заявила о поддержке «Аль-Каиды» и ограничивала свою воинственную риторику территорией Сирии, некоторые американские аналитики считали, что Исламский фронт умеренен в достаточной степени, чтобы с ними можно было вести переговоры. 4 декабря 2013 года представители США, Великобритании, Франции, Саудовской Аравии и другие страны группы «Друзья Сирии» провели прямые переговоры с лидерами боевиков вооружённой оппозиции. Конечной целью этих переговоров являлось выяснение того, можно ли вовлечь исламистов в дипломатический процесс и убедить их поддержать конференцию по мирному урегулированию сирийского кризиса «Женева-2». Западные дипломаты в ходе переговоров пытались примирить исламистов и главу Высшего военного совета Свободной Сирийской Армии Салима Идриса. Однако, добиться этого не удалось. На конференции «Женева-2» Исламский фронт участвовать не согласился.
Тем временем в Дамаске раскритиковали решение США вступить в контакты с этой группировкой, так как она связана с террористическими формированиями. В МИДе Сирии такой шаг США назвали подтверждением провала государства в деле формирования делегации сирийской оппозиции.

### Военная поддержка
По некоторым свидетельствам «Исламский фронт» пользовался поддержкой Саудовской Аравии и Катара, а также связан с международной организацией «Братья-мусульмане».